# Ligne de Paray-le-Monial à Givors-Canal

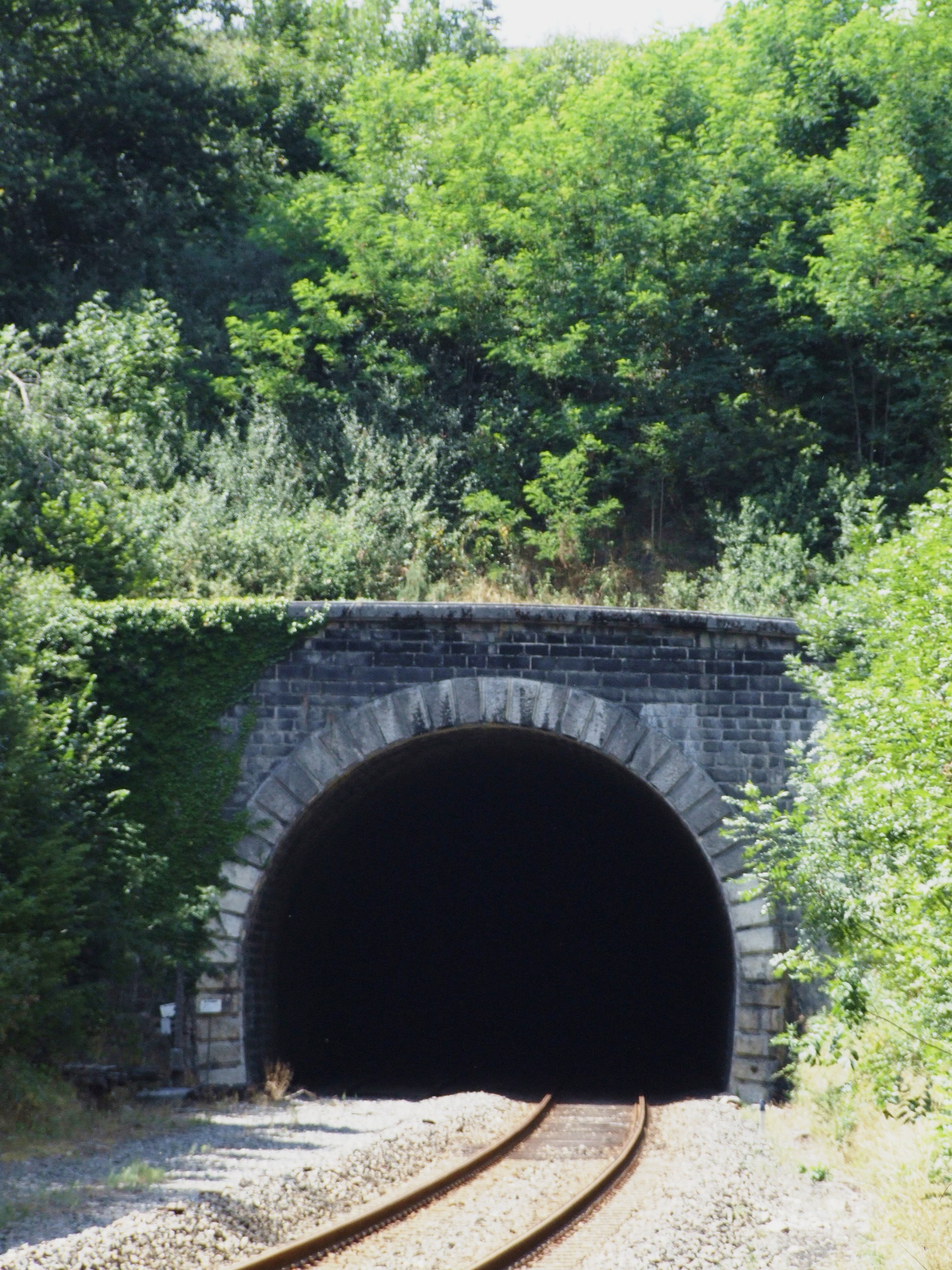
Tunnel des Écharmeaux du côté de la vallée de l'Azergues.

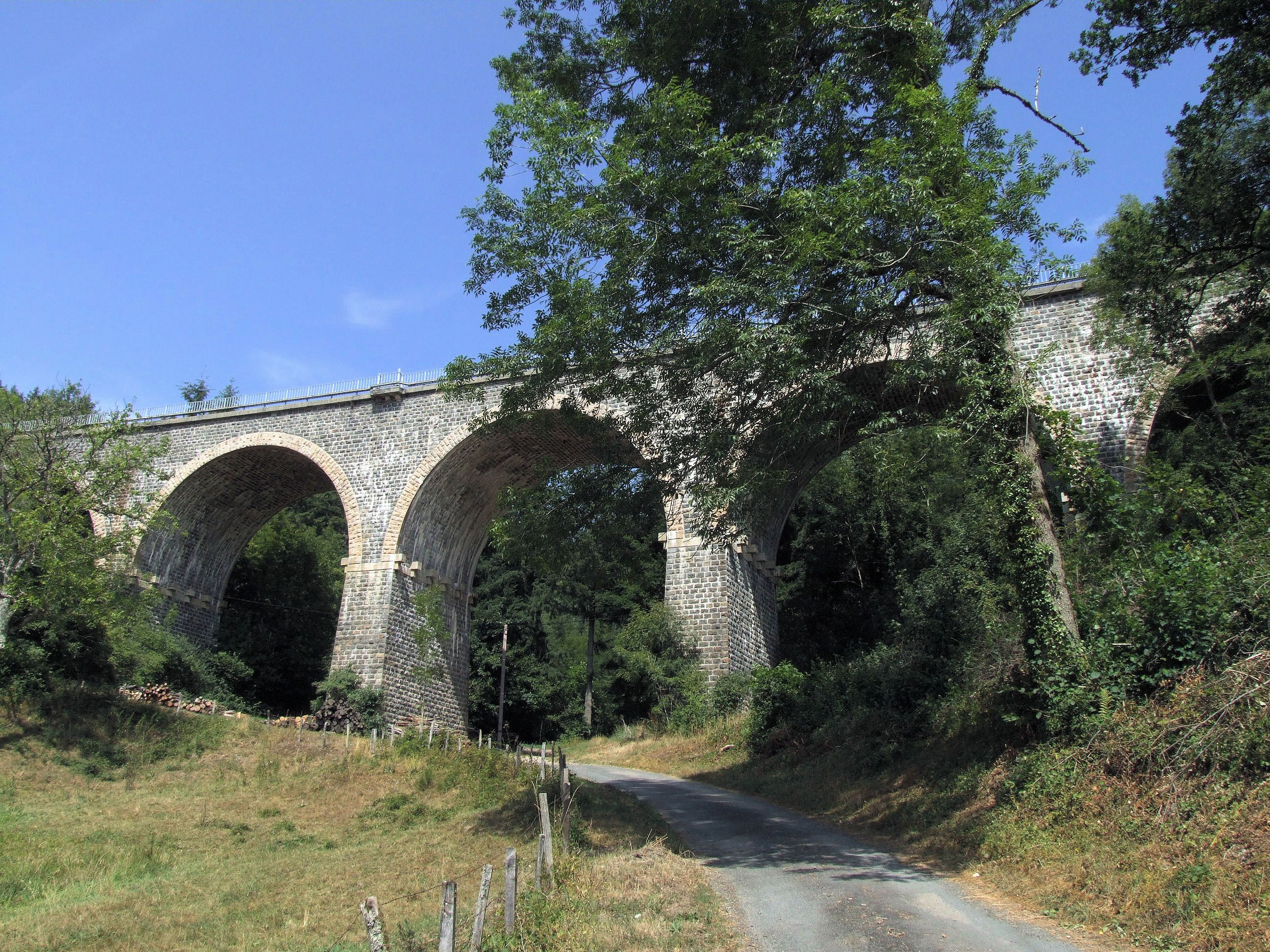
Un viaduc de la vallée de l'Azergues.

La ligne de Paray-le-Monial à Givors-Canal est une ligne ferroviaire française dont une première partie dessert les pays charolais et brionnais (sud de la Bourgogne), puis emprunte la vallée de l'Azergues (Rhône-Alpes) pour rejoindre Lozanne (avec jonction vers Lyon par Saint-Germain-au-Mont-d'Or). Sur ce tronçon, elle est surnommée « ligne de l'Azergues ».
Elle assure un trafic principalement local, mais participe également au trafic transversal entre Lyon et Nantes(via Moulins, Saincaize, Vierzon, Tours) et joue le rôle d'itinéraire de secours vers Moulins.
La deuxième partie de la ligne, entre Lozanne et Brignais, fait partie du réseau de l'Ouest lyonnais. La section Lozanne - Tassin n'ayant pas été mise au gabarit, elle impose une rupture de charge à Tassin pour rejoindre Lyon-Saint-Paul.
La dernière section, entre Brignais et Givors est presque totalement désaffectée. Les voies des passages à niveau ont été retirées.
C'est une ligne au tracé pittoresque, offrant de beaux points de vue sur les paysages traversés.
Elle constitue la ligne no 775 000 du réseau ferré national.

## Histoire

### Les débuts
La loi du 17 juillet 1879 (dite plan Freycinet) portant classement de 181 lignes de chemin de fer dans le réseau des chemins de fer d’intérêt général retient en no 117, une ligne de « Givors à Paray-le-Monial, par ou près l'Arbresle ».
L'utilité publique du tronçon entre Lozanne et Paray-le-Monial a été déclarée par une loi le 25 juillet 1882. Cette même section est concédée à titre définitif – et la section de Lozanne à Givors à titre éventuel – à la Compagnie des chemins de fer de Paris à Lyon et à la Méditerranée par une convention signée entre le ministre des Travaux publics et la compagnie le 26 mai 1883. Cette convention est approuvée par une loi le 20 novembre suivant.
La section de Lozanne à Givors est déclarée d'utilité publique par une loi le 25 mars 1898, rendant la concession définitive.
- le 4 octobre 1895 mise en service de la section de Lozanne à Lamure-sur-Azergues.
- le 1er septembre 1900 mise en service de la section de Lamure-sur-Azergues à Paray-le-Monial.
- le 25 novembre 1906 mise en service de la section de Lozanne à Tassin.
- le 1er septembre 1910 mise en service de la section de Tassin à Givors-Canal.

La ligne servait notamment à délester le trafic marchandises de la ligne de Paris à Lyon via Dijon. Sa construction fut soignée avec de nombreux ouvrages d'art et de faible rampes pour permettre le passage des trains lourds.
Cette ligne était appelée ligne du Bourbonnais, mais aussi ligne des messageries, car de nombreux trains de messageries pour Paris l'empruntaient.
Cependant, le nombre de voyageurs, plus particulièrement sur la partie sud de la ligne, entre Tassin et Givors, reste modeste. Ainsi, dès le 1er janvier 1934, le service voyageur est supprimé entre Brignais et Givors. Le 1er janvier 1937, c'est au tour de la section entre Tassin et Brignais d'être fermée à la circulation des voyageurs.
L'électrification de la ligne de Paris à Marseille, et en particulier du complexe ferroviaire lyonnais entre 1952 et 1954 provoque le déclin rapide du transit des marchandises entre Paray-le-Monial et Givors.
Du fait de l'étalement urbain de l'agglomération lyonnaise, la section entre Tassin et Brignais, quoique mise à voie unique, est rouverte aux voyageurs le 2 septembre 1991.
En 1995, la seconde voie est déposée entre Lozanne et Paray-le-Monial puis entre Givors et Tassin. Une grande partie du trafic voyageurs est en effet assurée par car. Le trafic marchandises est alors essentiellement constitué de trains transportant des rouleaux d'acier pour les forges de Gueugnon (leur déchargement se fait en gare de Digoin). Il existe également un transport de bois à partir de Lamure-sur-Azergues. Des industries sont desservies sur la section Brignais – Givors depuis le triage de Badan.

### La ligne aujourd'hui
Depuis 2005, le trafic fret est inexistant tant en transit qu'en origine ou destination d'une gare ou d'une industrie située aux abords de la ligne.
Le trafic voyageurs est principalement local (travailleurs et étudiants ; mais aussi cyclo-touristes le week-end, pèlerins pour Paray-le-Monial…). La ligne voit aussi passer des TER à destination de Moulins, Nevers, voire Vierzon et Tours. Les trains Grandes Lignes entre Lyon et Nantes passent quant à eux par Roanne et Saint-Germain-des-Fossés ; cependant la ligne de l'Azergues sert de trajet de détournement en cas d'interruption du trafic sur cet axe.
Entre 2009 et 2012, la section entre Tassin et Brignais a été profondément modernisée dans le cadre du projet de tram-train de l'Ouest lyonnais. Ainsi, la voie a été renouvelée, ainsi que la signalisation, et une ligne aérienne de contact a été installée. Un tronçon de double voie a aussi été réinstallé dans l'avant-gare de Brignais. De plus, un raccordement direct (dit aussi shunt de Tassin), qui ne peut être utilisé que par du matériel de type tram-train en raison de ses caractéristiques géométriques, a été créé afin de permettre la suppression du rebroussement en gare de Tassin des relations directes entre Lyon et Brignais. Au changement de service en décembre 2012, le tram-train de type Citadis Dualis s'est substitué aux autorails entre Tassin et Brignais.

Projet du Tram-train de l'Ouest Lyonnais, le tronçon vers Lozanne n'a finalement pas été intégré.

 Sur la section entre Lozanne et Tassin subsistent quelques rotations en X 73500, en correspondance avec les tram-trains de et pour Lyon-Saint-Paul. La rupture de charge imposée, consécutive au mauvais dimensionnement du projet de tram-train a fait considérablement chuter la fréquentation. La desserte ferroviaire est par ailleurs interrompue pendant les vacances scolaires, très aléatoire en période de feuilles mortes, et totalement suspendue en période de grève, comme durant l'essentiel des mois d'avril et de mai 2018. En parallèle, la desserte routière entre Lyon-Gorge-de-Loup et Lozanne est très peu fréquentée, et elle aussi suspendue les jours de grève.
Des travaux de modernisation, avec interruption totale du trafic, se sont déroulés du 29 mai au 10 décembre 2017, entre Paray-le-Monial et Lozanne. Ils ont permis de retrouver les temps de parcours antérieurs et ainsi de sauver cette section de ligne. Entre juillet 2022 et novembre 2023, c'est la section entre Tassin et Lozanne qui a été fermée pour travaux,,,. 

## Caractéristiques

### Tracé et profil
La ligne relie le département de Saône-et-Loire à celui du département du Rhône, séparés par les Monts du Beaujolais, d'où un profil en cloche avec des pentes marquées : 240 mètres d'altitude à Paray-le-Monial, 530 mètres au tunnel des Écharmeaux, 200 mètres à Lozanne.
Outre de nombreux ouvrages d'art, les fortes pentes de la vallée de l'Azergues ont conduit à créer un tracé en boucle (boucle de Claveisolles) : la ligne emprunte une vallée adjacente, et revient dans la vallée de l'Azergues par un tunnel de 1 262 mètres qui débouche à l'aplomb de la partie aval de la ligne. 
La section de Lozanne à Brignais présente également de fortes déclivités et un tracé sinueux.

### Équipement
Il s'agit d'une ligne à voie unique (depuis 1995), non électrifiée, équipée du block manuel. Les 65 kilomètres de Paray-le-Monial à Lamure-sur-Azergues forment un unique canton, le plus long de France.
La section entre Lozanne et Brignais est équipée du block automatique. Cette section |est dotée de plusieurs évitements et gares (Dardilly, Tassin, Brignais) qui sont télécommandés depuis le poste d'aiguillage (de type PRCI) de Tassin. Elle est également en voie unique.
En gare de Tassin, la ligne côtoie la ligne de Lyon-Saint-Paul à L'Arbresle et Sain-Bel dont les voies sont sous caténaires 1 500 V (section électrifiée de Lyon-Saint-Paul à Charbonnières en 1954). Cette caténaire a été mise hors tension en 1985, le service étant uniquement assuré par des autorails. Dans le cadre du projet de tram-train de l'Ouest Lyonnais, les installations électriques ont été reconstruites et prolongées à Sain-Bel en 2010.
La vitesse est limitée entre 80 et 100 km/h selon les sections entre Paray-le-Monial et Brignais. La section de Brignais à Givors est limitée à 30 km/h.

### Principaux ouvrages d'art
- Viaduc de Mussy-sous-Dun (18 arches de 25 m d'ouverture, longueur 561 mètres, hauteur 60 mètres), classé monument historique ;
- Tunnel des Écharmeaux (longueur 4 153 mètres) : le plus long tunnel ferroviaire du Massif Central, et quinzième plus long de France ;
- Boucle de Claveisolles, qui permet de vaincre une cinquantaine de mètres de dénivelé par une boucle de 4,5km (dont un tunnel de 1262m[18]) ;
- Viaduc des Planches à Charbonnières-les-Bains[19].

Au total, la ligne comprend 16 tunnels et 15 viaducs.

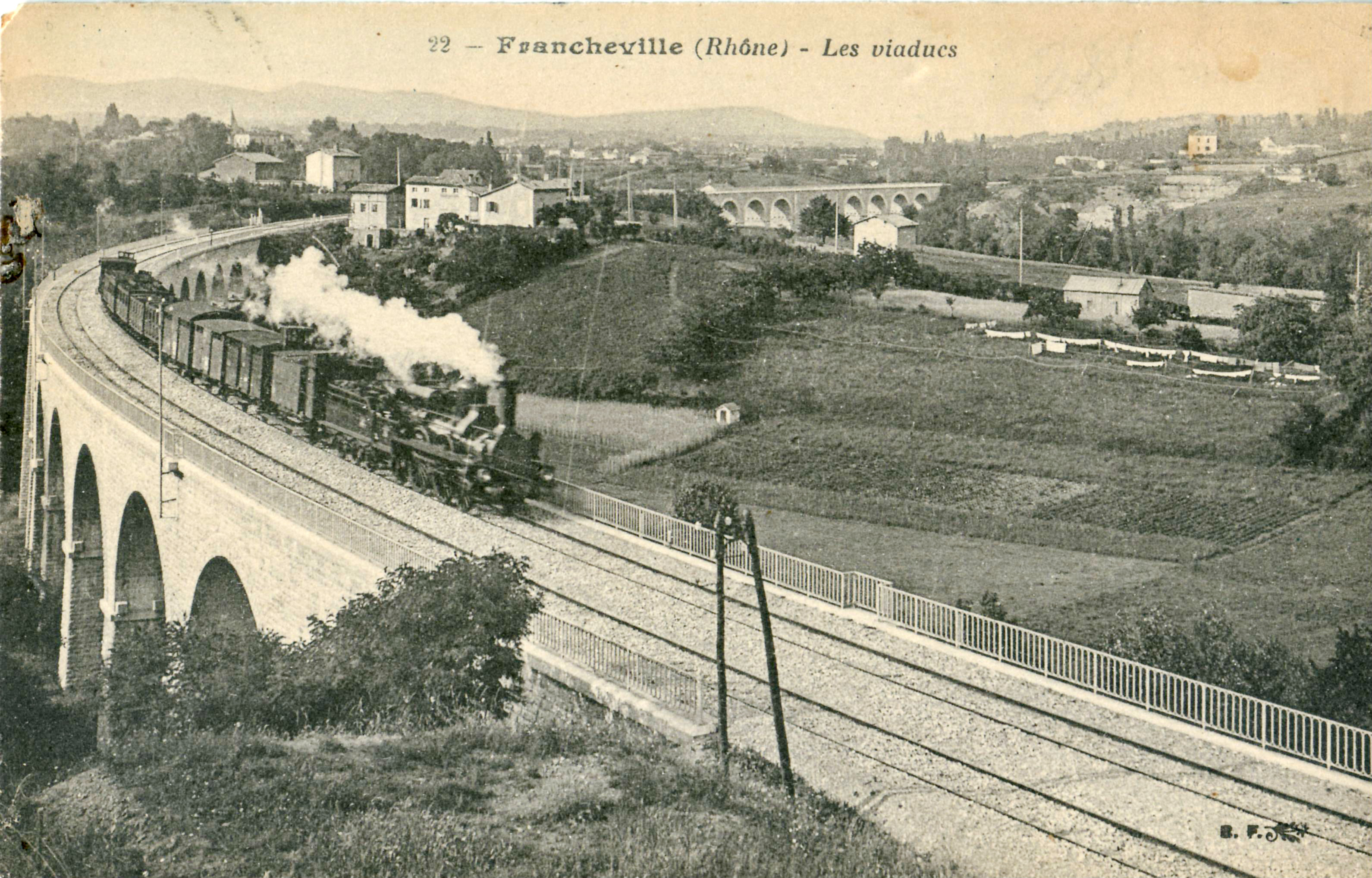
Les viaducs de Francheville.
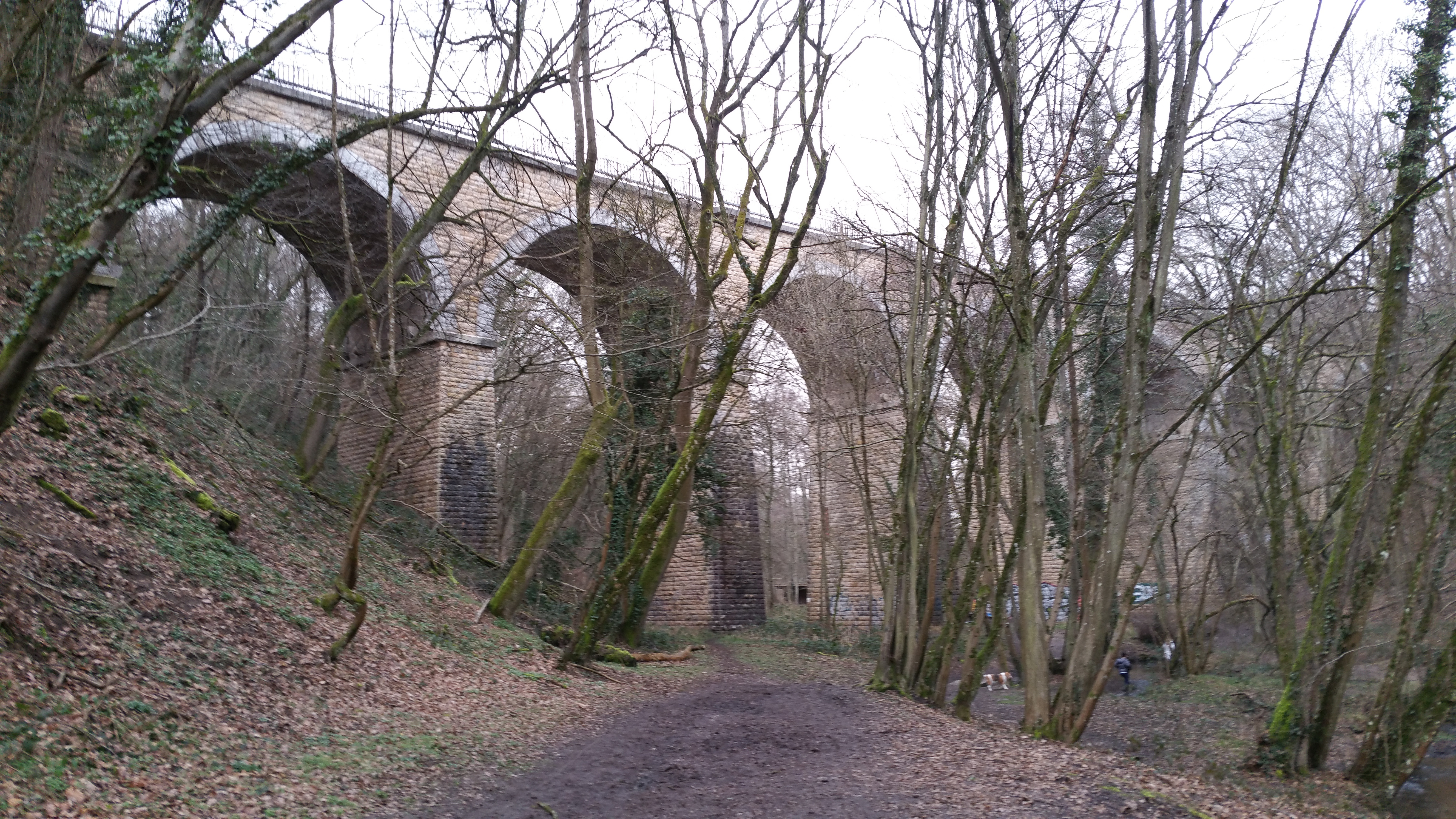
Viaduc des Planches à Charbonnières-les-Bains

### Correspondances
En gare de Paray-le-Monial, il reste des sections partielles des voies de la ligne du Coteau à Montchanin, vers Montchanin et de la ligne de Moulins à Mâcon, vers Moulins.
La ligne de la vallée d'Azergues croisait l'ancienne ligne de Pouilly-sous-Charlieu à Clermain à La Clayette. Dans cette gare, une ligne à voie métrique rejoignait Monsols, exploitée par les Chemins de fer départementaux du Rhône - Saône-et-Loire (RSL), appelée aussi le « Tacot de Monsols ».
À Légny, la ligne croisait une autre ligne à voie métrique qui reliait Villefranche-sur-Saône à Tarare et était exploitée par le Chemin de fer du Beaujolais (CFB). Ce chemin de fer était appelé le « Tacot de Tarare ».
En gare de Lozanne, la ligne est en correspondance avec celle de ligne du Coteau à Saint-Germain-au-Mont-d'Or.
À Tassin, elle rejoint le réseau du tram-train de l'Ouest Lyonnais,  vers Lyon-Saint-Paul et Sain-Bel (section de la ligne de Lyon-Saint-Paul à Montbrison).  La section jusqu'à Brignais est desservie uniquement par les tram-trains de ce réseau.
En gare de Givors-Canal, elle rejoint les ligne de Moret - Veneux-les-Sablons à Lyon-Perrache , de Paris-Lyon à Marseille-Saint-Charles, de Givors-Canal à Grezan et de Givors-Canal à Chasse-sur-Rhône, via les embranchements de gare de triage de Badan.

## Exploitation

### Circulations commerciales
La ligne est utilisée par des TER Bourgogne-Franche Comté et des TER Auvergne-Rhône-Alpes effectuant la relation Nevers – Moulins-sur-Allier – Paray-le-Monial – Lyon-Part-Dieu – Lyon-Perrache (quatre allers/retours en semaine, l'un d'eux étant détourné par Vaise, un autre étant prolongé à Tours).
Il subsiste plus de relations assurées en autocar, limitées à Lozanne, en direction de Lamure, Poule, Paray-le-Monial voire Digoin.

### Matériel engagé
- X 4300, X 4630, X 4750 : appartenant aux dépôts de Nevers ou Lyon-Vaise, tous radiés entre décembre 2008 et juillet 2011, ces engins ont circulé jusqu'en 2009 de Lyon à Paray-le-Monial via Lozanne ; ils couvraient également tout le trafic TER sur les dessertes depuis Lyon-Saint-Paul empruntant la ligne ;
- X 72500 : étaient utilisés en unité multiple de deux éléments tri-caisses sur la liaison TER Intervilles Tours – Lyon ;
- X 73500 : en unité multiple de deux ou trois éléments, ne circulent plus qu'entre Tassin et Lozanne ;
- B 81500 : matériel moderne bi-mode tricaisse Rhône-Alpes, Centre ou Bourgogne en unité multiple de deux éléments ou trois éléments, ils effectuent aujourd'hui la quasi-totalité du trafic sur la portion Lozanne – Paray-le-Monial ;
- U 52500 : le matériel tram-train qui couvre la totalité des relations de l'Ouest lyonnais depuis 2012 ;
- BB 67300 / BB 67400 : se retrouvaient en unité multiple en tête des trains de rouleaux d'acier, avec parfois une en pousse, ou bien une CC 72000 ; le trafic fret n'empruntant plus ce trajet (ou alors de façon exceptionnelle), plus aucun de ces engins ne circulait sur cette ligne en 2012.

### Temps de trajet
Depuis Lyon-Part-Dieu, :
- Lozanne : environ 20 min.
- Lamure-sur-Azergues : environ 50 min.
- Chauffailles : environ 1 h 15 min.
- La Clayette : environ 1 h 25 min.
- Paray-le-Monial : environ 2 h.
- Tours : environ 6 h 30.

## La ligne dans la littérature
La ligne est décrite dans un récit d'Henri Vincenot de la série des Voyages du professeur Lorgnon paru dans La Vie du Rail du 29 avril 1962 sous le titre « Une porte de Bourgogne Lyon-Paray-le-Monial » réédité en ̇1983 et en 2003 aux éditions Omnibus.